# Escena de cursa amb peix
Escena de cursa amb peix és una plata espanyola feta amb argila vermella (plat) i argila blanca (peix) i decorada amb òxid de manganès sobre reserves de cera i relleu d'engalba, i després vidriat. Va ser realitzada per Pablo Picasso el 1957 i actualment forma part de la col·lecció permanent del Museu Picasso de Barcelona. Es mostra a la Sala 15 de la col·lecció permanent del museu. L'obra va ingressar al museu el 1982 amb el codi de registre MPB 112.446, gràcies a un donatiu de Jacqueline Picasso.

## Descripció
El 1956 Picasso s'instal·la a La Californie, una vil·la-taller que domina la badia de Canes. A partir d'aquest moment, la seva activitat com a ceramista es desenvoluparà al seu taller, i no a la fàbrica Madoura dels seus amics Ramié, situada a Vallauris.
Encomana diversos exemplars de peces ceràmiques a Madoura i les pinta i decora en sèrie com
ho faria a la fàbrica. El 1957 Picasso va utilitzar els plats espanyols, recipients d'inspiració mossàrab de dimensions grans, d'uns 45 cm de diàmetre, i amb el fons bombat.
Aquesta peça, destaca per la decoració i barreja de materials: òxid de manganès sobre reserves de cera i el relleu de l'espina de llenguado amb engalba. És envernissada.
La plata combina dos motius que apareixen profusament en la ceràmica de Picasso: el toro i la corrida, i el menjar, presentat com a natura morta. La iconografia taurina d'aquesta plata combina motius gràfics, en el cercle exterior del plat, on hi ha petits caps de toro, molt estilitzats.
Al segon cercle, un grup de braus donen la volta al plat. Al tercer cercle, podem veure passes taurines i en el cercle del mig, al fons de la plata, una escena de suerte de varas.
L'obra forma part de la donació que Jacqueline Roque, vídua de l'artista, va fer al museu el 1982 d'un conjunt de 41 ceràmiques

## Picasso ceramista
Durant l'estiu del 1946, arran de la seva visita a Vallauris, al Migdia francès, Picasso coneix el matrimoni Ramié, propietaris de la fàbrica de ceràmica Madoura. Aquesta trobada propicia l'inici de la seva tasca com a ceramista.
La seva dedicació a la ceràmica s'intensifica entre els anys 1947 i 1963. La seva capacitat creadora es conjuga amb els seus dots d'artesà i es lliura a una sèrie d'experimentacions que desbarataran tots els processos i tècniques d'aquest art mil·lenari. La seva pintura s'amaga darrere d'innombrables plats blancs multiformes. La manipulació de les substàncies i del forn li proporcionen uns resultats inesperats: gerros que, amb l'acció de les seves mans, adquireixen formes i efectes nous, de caràcter escultòric.
La frescor, la lluminositat i la mediterraneïtat que defineixen la pintura picassiana d'aquest període queden materialment reflectits en totes les ceràmiques que elabora, en les quals les curses de braus, els caps de faunes, els peixos i els gerros antropomòrfics confereixen al conjunt una brillantor desbordant.
A Barcelona, a més de la donació feta per Jacqueline Roque el 1982 al Museu Picasso (visitable a les sales 15 i 16 de la col·lecció permanent), també es pot veure ceràmica picassiana al Museu de Ceràmica, al Palau Reial de Pedralbes, que compta amb una sèrie de setze peces donades per l'artista el 1957.